# Discografia lui Ionel Budișteanu
Discografia violonistului și dirijorului Ionel Budișteanu cuprinde discuri de gramofon, de vinil, benzi de magnetofon, care conțin înregistrări realizate la casele de discuri Electrecord și Supraphon și la Societatea Română de Radiodifuziune.

## Discuri Electrecord
| An   | Număr de catalog | Format                     | Piese | Acompaniament                                                                                                  |
| 1951 | EPA 1766         | shellac, 25 cm, 78 RPM     | Horă la două țambale Hora mărțișorului                                                                                                | Orchestra Ans. Artistic U.T.M., dirijor Ionel Budișteanu                                                       |
| 1951 | EPA 1767         | shellac, 25 cm, 78 RPM     | Hora de doi din Pitești | Orchestra populară a Sfatului Popular al Capitalei, dirijor Ionel Budișteanu                                   |
| 1951 | EPA 1769         | shellac, 25 cm, 78 RPM     | Pe deal pe la Cornățel | Orchestra „Barbu Lăutaru”, dirijor Ionel Budișteanu                                                            |
| 1953 | EPB 5021         | shellac, 30 cm, 78 RPM     | Sârba din căruță | Orchestra „Grigoraș Dinicu”, dirijor Ionel Budișteanu                                                          |
| 1954 | EPA 1889         | shellac, 25 cm, 78 RPM     | Hodoroaga | Orchestra „Barbu Lăutaru”, dirijor Ionel Budișteanu                                                            |
| 1956 | EPA 2015         | shellac, 25 cm, 78 RPM     | Mușamaua Sârba din Muscel | Orchestra „Barbu Lăutaru”, dirijor Ionel Budișteanu                                                            |
| 1956 | EPA 2062         | shellac, 25 cm, 78 RPM     | Ciocârlia (solo vioară) | Orchestra Ans. Artistic U.T.M., dirijor Ionel Budișteanu                                                       |
| 1956 | EPA 2088         | shellac, 25 cm, 78 RPM     | Hora moldovenească | Orchestra „Barbu Lăutaru”, dirijor Ionel Budișteanu                                                            |
| 1956 | EPA 2089         | shellac, 25 cm, 78 RPM     | Învârtită și Joc de doi | Orchestra „Barbu Lăutaru”, dirijor Ionel Budișteanu                                                            |
| 1956 | EPA 2165         | shellac, 25 cm, 78 RPM     | Niculai, Niculăiță (solo vioară) | Orchestra „Electrecord”, dirijor Ionel Budișteanu                                                              |
| 1956 | EPA 2183         | shellac, 25 cm, 78 RPM     | Joc din Dobrogea | Orchestra „Electrecord”, dirijor Ionel Budișteanu                                                              |
| 1956 | EPA 2186         | shellac, 25 cm, 78 RPM     | Hora de la Dor Mărunt (solo vioară)                                                                                                   | Orchestra „Electrecord”, dirijor Ionel Budișteanu                                                              |
| 1956 | EPA 2221         | shellac, 25 cm, 78 RPM     | Sârba din Hărăști | Orchestra „Electrecord”, dirijor Ionel Budișteanu                                                              |
| 1956 | EPA 2241         | shellac, 25 cm, 78 RPM     | Hora lui Nicu Stănescu Sârba lui Nicu Stănescu                                                                                        | Orchestra „Electrecord”, dirijor Ionel Budișteanu                                                              |
| 1956 | EPA 2242         | shellac, 25 cm, 78 RPM     | Joc dobrogean Pelin beau, pelin mănânc                                                                                                | Orchestra „Electrecord”, dirijor Ionel Budișteanu                                                              |
| 1956 | EPA 2292         | shellac, 25 cm, 78 RPM     | Joc de doi | Orchestra „Electrecord”, dirijor Ionel Budișteanu                                                              |
| 1956 | EPC 105          | vinil, 17 cm, 33 ⅓ RPM     | 1. Hora moldovenească | Orchestra „Barbu Lăutaru”, dirijor Ionel Budișteanu                                                            |
| 1956 | EPC 106          | vinil, 17 cm, 33 ⅓ RPM     | 5. Pelin beau, pelin mănânc | Orchestra „Electrecord”, dirijor Ionel Budișteanu                                                              |
| 1956 | EPC 108          | vinil, 17 cm, 33 ⅓ RPM     | 2. Niculai, Niculăiță (solo vioară) 4. Joc dobrogean                                                                                  | Orchestra „Electrecord”, dirijor Ionel Budișteanu                                                              |
| 1957 | EPA 2407         | shellac, 25 cm, 78 RPM     | Pe bătăi | Orchestra „Electrecord”, dirijor Ionel Budișteanu                                                              |
| 1957 | EPA 2464         | shellac, 25 cm, 78 RPM     | Vine lelea pe colnic (solo vioară) Munte, munte, brad înalt (solo vioară)                                                             | Orchestra „Electrecord”, dirijor Ionel Budișteanu                                                              |
| 1957 | EPD 4            | vinil, LP, 25 cm, 33 ⅓ RPM | 1. Hodoroaga 2. Jocuri din Muntenia                                                                                                   | Orchestra „Barbu Lăutaru”, dirijor I. Budișteanu (1) Orchestra Ans. Artistic U.T.M., dirijor I. Budișteanu (2) |
| 1957 | EPD 12           | vinil, LP, 25 cm, 33 ⅓ RPM | 5. Joc din Dobrogea 7. Hora moldovenească                                                                                             | Orchestra „Electrecord”, dirijor Ionel Budișteanu (5) Orchestra „Barbu Lăutaru”, dirijor I. Budișteanu (7)     |
| 1958 | EPA 2502         | shellac, 25 cm, 78 RPM     | Bărbuncul (cu pași de joc și strigături)                                                                                              | Orchestra „Electrecord”, dirijor Ionel Budișteanu                                                              |
| 1958 | EPA 2534         | shellac, 25 cm, 78 RPM     | Sârba cu opriri | Orchestra „Electrecord”, dirijor Ionel Budișteanu                                                              |
| 1958 | EPA 2539         | shellac, 25 cm, 78 RPM     | Călușul (cu pași de joc și strigături)                                                                                                | Orchestra „Electrecord”, dirijor Ionel Budișteanu                                                              |
| 1958 | EPA 2561         | shellac, 25 cm, 78 RPM     | Geamparalele de concert | Orchestra „Electrecord”, dirijor Ionel Budișteanu                                                              |
| 1958 | EPC 149          | vinil, 17 cm, 33 ⅓ RPM     | 2. Bărbuncul | Orchestra „Electrecord”, dirijor Ionel Budișteanu                                                              |
| 1958 | EPC 151          | vinil, 17 cm, 33 ⅓ RPM     | 1. Munte, munte, brad înalt (solo vioară) 4. Călușul (cu pași de joc și strigături)                                                   | Orchestra „Electrecord”, dirijor Ionel Budișteanu                                                              |
| 1959 | EPA 2714         | shellac, 25 cm, 78 RPM     | Sârba de pe malu Dunării | Orchestra „Electrecord”, dirijor Ionel Budișteanu                                                              |
| 1959 | EPD 86           | vinil, LP, 25 cm, 33 ⅓ RPM | Mușamaua | Orchestra „Barbu Lăutaru”, dirijor Ionel Budișteanu                                                            |
| 1960 | EPA 2873         | shellac, 25 cm, 78 RPM     | Sârba din căruță | Orchestra „Barbu Lăutaru”, dirijor Ionel Budișteanu                                                            |
| 1960 | 45-EPC 218       | vinil, 17 cm, 45 RPM       | 1. Sârba în căruță 4. Geamparalele dobrogene                                                                                          | Orchestra „Barbu Lăutaru”, dirijor Ionel Budișteanu                                                            |
| 1961 | EPE 052          | vinil, LP, 30 cm, 33 ⅓ RPM | 4. Hora staccato (Grigoraș Dinicu) 6. Sârbă din Muscel 8. Călușul din Gorj                                                            | Orchestra „Barbu Lăutaru”, dirijor Ionel Budișteanu                                                            |
| 1961 | EPE 053          | vinil, LP, 30 cm, 33 ⅓ RPM | 16. Sârba în căruță | Orchestra „Barbu Lăutaru”, dirijor Ionel Budișteanu                                                            |
| 1962 | EPE 093          | vinil, LP, 30 cm, 33 ⅓ RPM | 1. Sârba din căruță 4. Geamparalele dobrogene 5. Călușul din Gorj 7. Hora Staccato (Grigoraș Dinicu) 9. Sârba din Muscel 10. Perinița | Orchestra „Barbu Lăutaru”, dirijor Ionel Budișteanu                                                            |
| 1963 | EPC 439          | vinil, 17 cm, 33 ⅓ RPM     | 2. Hora Staccato (Grigoraș Dinicu) 3. Sârba din căruță 4. Perinița                                                                    | Orchestra „Barbu Lăutaru”, dirijor Ionel Budișteanu                                                            |
| 1967 | C.S. 116         | shellac, 25 cm, 78 RPM     | Hora Staccato (Grigoraș Dinicu) Perinița                                                                                              | Orchestra „Barbu Lăutaru”, dirijor Ionel Budișteanu                                                            |

## Discuri Supraphon (Cehoslovacia)
| An   | Număr de catalog                         | Format                     | Piese | Acompaniament |
| 1953 | LPM 141 Rumanian Folk Songs and Dances 1 | vinil, LP, 30 cm, 33 ⅓ RPM | 1. Hora păcii 2. Doina Oltului și Horă 3. Munte, munte, brad frumos și Sârba lui Buică 5. Foaie verde ca lipanul și Sârba [lui Fănică Luca] 6. Hora de la Clejani 8. Mugur, mugurel și Hora „Șapte scări” 9. Hodoroaga și Cârligele 10. Sanie cu zurgălăi (muzica Richard Stein) | Orchestra „Barbu Lăutaru”, dirijor Ionel Budișteanu, Soliști: Maria Lătărețu - voce (1, 10) Fănică Luca - nai (2) Ionel Budișteanu - vioară (3) Boiță Gănescu - nai (5) Ion Păturică - cobză (6)                                          |
| 1956 | LPM 287 Rumanian Folk Songs and Dances 2 | vinil, LP, 30 cm, 33 ⅓ RPM | 1. Ca la Breaza și Jocul din Buzău 2. Cătălină, Cătălină 3. Cântecul de pe Mureș 6. Cântec de dragoste și Sârbă 8. Hora de la Naipu 9. Floricica macului 10. Joc de licurici | Orchestra „Barbu Lăutaru”, dirijor Ionel Budișteanu, Soliști: Văduva, Urlățeanu, Vădeanu - fluiere (1) Ion Luță Ioviță - taragot (2) Emil Gavriș - voce (3) Damian Luca - nai (6) Ion Păturică - cobză (8) Aurelia Fătu Răduțu - voce (9) |

## Discuri Contrepoint (Franța)
| An   | Număr de catalog                            | Format                     | Piese | Acompaniament |
| 1955 | MC 20.098 Musique Populaire Roumaine Vol. 1 | vinil, LP, 30 cm, 33 ⅓ RPM | 1. a) Șapte văi și-o vale adîncă, b) Hora bătrînului cobzar 2. a) Cîntec de dragoste, b) Horă 3. Foaie verde maghiran [Pupa-ți-aș coama, bălan] 4. a) Doina Oltului, b) Horă 5. a) Doină, b) Ciocîrlia 6. Sârba lui Pompieru 7. a) La cules de cucuruz, b) Horă 8. a) Geamparalele, b) Horă 9. Ciobănaș la oi m-aș duce | Orchestra populară a Casei de Cultură din București, dirijor Ionel Budișteanu, Soliști: Ion Zlotea - cobză (1) Dumitru Marinescu - țambal (2, 7, 8) Aurelia Fătu-Răduțu - voce (3) Ion Oprea - nai (4, 5) Nicolae Herlea - voce (6)                                           |
| 1955 | MC 20.099 Musique Populaire Roumaine Vol. 2 | vinil, LP, 30 cm, 33 ⅓ RPM | 1. a) Brîul, b) Hațegana 2. Drag mi-e bade de tine 3. Uhăi-bade 4. Melodii romînești 5. a) Gheorghe mînă boii bine, b) Sârba lui Fănică Luca 6. a) Învîrtită, b) Hațegană 7. S-ar găti badea de nuntă 8. Hora Staccato 9. Geamparalele [M-am jurat că n-oi mai be] 10. Foaie verde ca aluna [Aș muri, dar nu acuma]     | Orchestra populară a Casei de Cultură din București, dirijor Ionel Budișteanu, Soliști: Traian Lăscuț-Făgărășanu - clarinet (1, 6) Aurelia Fătu-Răduțu - voce (2) Nicolae Herlea - voce (3, 7) Ionel Budișteanu - vioară (4) Ion Oprea - nai (5) Ștefania Ivan - voce (9, 10) |

## Discuri Period
| An   | Număr de catalog                               | Format                     | Piese                                      | Acompaniament                                                                                    |
| 1959 | SPL 1616 Rumanian Folk Songs and Dances vol. 3 | vinil, LP, 30 cm, 33 ⅓ RPM | 10. Hora de concert 11. Dansul călușarilor | O.M.P.R., dirijor Ionel Budișteanu (10) Orchestra „Barbu Lăutaru”, dirijor Ionel Budișteanu (11) |